# Rojava
Demokratiska autonoma administrationen av norra och östra Syrien (DAANES), ofta kallad Rojava, är en de facto autonom region i nordöstra Syrien.  Den består av självstyrande subregioner i områdena Jazira, Eufrat, Raqqa, Tabqa, och Deir Ezzor. Regionen delar gräns med Turkiet, Irak och Syrien samt områden kontrollerade av olika milisgrupper. 
Området har en multietnisk befolkning, främst bestående av kurder, araber och assyrier. Delar av norra Syrien kallas av kurdiska nationalister för västra Kurdistan (kurdiska: Rojavaya Kurdistanê) och av assyrier för Gozarto.
År 2012 grundades Kurdiska högsta kommittén (DBK) av Demokratiska unionspartiet (PYD) samt det Kurdiska nationella rådet, med uppgift att utgöra områdets högsta styrande organ. Detta upplöstes dock i november 2013 och ersattes med TEV-DEM-koalitionen, bestående av bland annat Demokratiska unionspartiet och Syriska unionspartiet. Regionens supportrar hävdar att regionen utgör en sekulär och multietnisk entitet med direktdemokratiska aspirationer och att områdets mångfald avspeglas i regionens konstitution. Regionen har utrikesförbindelser med ett antal länder, men den syriska regeringen erkänner inte dess status som autonom region.

## Historia

### Bakgrund
Norra Syrien har sedan tiden innan korstågen haft en kurdisk befolkning.[källa behövs] Under det osmanska väldet, som styrde regionen mellan 1516 och 1922, ökade emellertid andelen kurder i regionen både på grund av frivillig migration och tvångsförflyttningar från Anatolien. Ett stort antal assyrier bosatte sig även i området efter att ha flytt från det osmanska riket efter det armeniska/assyriska folkmordet 1915 och från Irak efter Simelemassakern.
När Syrien blev självständigt 1945 var dess norra delar ett multietniskt område befolkat av araber såväl som kurder, assyrier, turkmener och yazidier. De nationalistiska regeringarna efter självständigheten implementerade emellertid ett flertal åtgärder för att arabisera kurderna, exempelvis förbud mot undervisning på kurdiska. Regeringen konfiskerade även land från kurdiska markägare och distribuerade till arabiska familjer, och tusentals kurder berövades under årens lopp sina syriska medborgarskap.

### Rörelsen för kurdisk autonomi i Syrien
Medan baath-regimen under Hafez al-Assad förde repressiva policyer gentemot syriska kurder, gav regeringen stöd till kurdiska rörelser i grannländerna, såsom PKK i Turkiet och PUK i Irak av diverse politiska skäl. Dessa organisationer förbjöds emellertid efter 1998.
2003 grundades Demokratiska unionspartiet av syriska kurder, och samma år anslöt sig Salih Muslim till det nya partiet. Mellan 2003 och 2010 mötte partiet hård repression, men organiserade trots detta ett flertal demonstrationer i nordsyriska städer.

### Autonomi
I och med syriska inbördeskriget avvek syriska regeringsstyrkor från tre kurdisk-dominerade områden 2012: Afrin i nordväst, Kobane i norr och Qamishli i nordöst. Detta lämnade fältet öppet för lokala miliser. Under samma period organiserades Folkets försvarsenheter (YPG) av Kurdiska högsta kommittén för att kontrollera kurdiska områden i norra Syrien, och i juli 2012 hade YPG tagit kontroll över städerna Kobanê, Amuda och Afrin. Sedan november 2013 existerar området som en de facto autonom region.
Under senare delen av 2014 belägrades Kobanê av Islamiska staten, vilket ledde till att stora delar av staden förstördes och att omkring 200 000 människor flydde till Suruç på andra sidan gränsen mot Turkiet. I januari 2015 lyckades YPG med amerikansk flygunderstöd besegra IS i Kobane.
Under våren 2015 avancerade YPG i områden kontrollerade av IS, och i juni 2015 länkades kantonerna Kobanê och Jazira (motsvarande Syriens al-Hasaka-provins) samman efter att kurdiska styrkor tagit kontroll över den strategiskt viktiga staden Tell Abyad. Området fick de-facto autonomi efter formandet av de syriska demokratiska styrkorna (SDF) efter krigets utbrott.
Under 2016 närmade man sig också ett sammanlänkande av Afrin-kantonen med de övriga två, men utvecklingen stoppades då Turkiet ingrep i inbördeskriget. Under slutet av 2016 började YPG i stället avancera söderut, och intog i oktober 2017 Islamiska statens huvudstad ar-Raqqa.

## Styre och politik
Regionen är inte internationellt erkänd som autonom av varken Syrien eller någon annan stat, men den har dock erkänts av det regionala katalanska parlamentet.
De som stödjer DAANES menar att det är en officiellt sekulär enhet, med direktdemokratiska ambitioner baserat på anarkistisk, feministisk och libertariansk-socialistisk ideologi som propagerar för decentralisering, autonomi, jämställdhet, miljömässig hållbarhet, social ekologi, pluralistisk tolerans för religiös, kulturell och politisk mångfald, och att dessa värderingar reflekteras av dess konstitution, samhälle, och politik. Administrationen ser sig som en modell för ett federaliserat Syrien i stort, och strävar inte efter självständighet.
Till exempel är DAANES unikt i att ha tillämpat civila äktenskap,  något som inte finns i övriga Syrien. Dessutom implementeras en könskvotering i alla dess representativa organ där minst 40 procent måste vara kvinnor. Regionen har också konstitutionellt erkänt flera officiella språk - kurdiska, arabiska och syriska. DAANES har också avskaffat dödsstraff.

### Mänskliga rättigheter
Regionen har anklagats av kritiker för kurdifiering, auktoritärism, tvångsförflyttningar, och för rekryterandet av barnsoldater. Under 2016 rapporterade Fabrice Balanche att PYD strävade efter att ansluta kantonerna Kobane och Afrin i Manbijområdet mellan floden Eufrat och Afrin, där kurder representerar mindre än en fjärdedel av befolkningen, i hopp om att diverse kurdifieringsmetoder kan leda till att slå ned en stor andel av den turkmenska och arabiska befolkningen där. Kurdiska milisen YPG har också anklagats för att kurdifiera namnen på byar, speciellt de arabiska byarna i Raqqa. Arameiska världsrådet har också anklagat PYD för kurdifieringen av regionen och för att terrorisera de kristna, genom nedstängning av privata assyriska och syrianska skolor, påtvingad kurdisk läroplan, påtvingat lärande av det kurdiska språket samt konfiskering av land. DAANES har kritiserats för auktoritära tendenser av flera partiska och icke-partiska organisationer, där kurdiska partier illojala till PYD, såsom KDP och KNC, förtrycks och ledare till dessa arresteras. OHCHR har mellan mars 2020 och april 2021 dokumenterat 33 fall av arbiträra arresteringar och överträdelser av arresteringsprocedurer riktat mot journalister och aktivister. Deras auktoritära styre av provinsen Deir Ezzor, primärt arabiskt befolkat, har också lett till en revolt av de arabiska stammarna med våldsamma sammandrabbningar mellan SDF och revolterande bedouiner. SDF har också fått kritik för att rekrytera barnsoldater, och har enligt FN rekryterat betydligt mer barnsoldater än andra rebellgrupper eller syriska regeringsstyrkor. DAANES har också fått kritik för tvångsförflyttningar av bland annat Amnesty International, som i en fältstudie från 2015 rapporterade om rivningen av hem, och beslagtagande och förstörelse av egendom tillhörande araber och turkmener (inklusive förstörandet av hela byar i några fall). 
Trots denna kritik betraktas regionen som den mest demokratiska aktören bland andra aktörer i kriget, med öppna val, social jämlikhet, respekterandet av mänskliga rättigheter inom regionen, såväl som respekterandet av minoriteter inom Syrien.

### Internationella relationer
DAANES har stort stöd bland västerländsk publik på grund av sitt uppfattade stöd för demokratiska ideal, feminism och pluralism.

### Försvar
Den uppdaterade konstitutionen som antogs december 2016 utnämner de Syriska demokratiska styrkorna (SDF) som den officiella försvarsstyrkan för federationen.
PYD:s väpnade gren, vilken utgör merparten av styrkan, är Folkets försvarsenheter (YPG), som även inkluderar brigaden Kvinnornas försvarsenheter (YPJ). Sedan inbördeskrigets början har regionen tilldragit sig en mängd utlandsfrivilliga, vilka sedan 2015 organiseras inom ramarna för Internationella frihetsbataljonen. Sedan 2014 finns även en försvarsmilis under namnet Självförsvarsenheterna (HXP). För närvarande[Islamiska staten har fallit. När gällde detta?] fokuserar federationens militära styrkor huvudsakligen på bekämpandet av Islamiska staten. Kurdiska styrkor i Afrin misslyckades att försvara staden och dess befolkning den 19 mars 2018, vilket slutade i flykt då staden föll till turkisk militär och turkiskt stödda rebellgrupper.

## Befolkning

### Demografi
Nordöstra Syrien, liksom Syrien i stort, är polyetniskt och hem till betydelsefulla etniska arabiska, kurdiska, och assyriska befolkningar, med mindre minoriteter som turkmener, armenier, tjerkesser och yazidier.

### Språk
De största språken är kurdiska, arabiska, nysyriska och turkiska. Huvudorter är al-Hasaka, Qamishli, Manbij, Kobane, Ra's al-'Ayn, al-Malikiyya, Tall Abyaḑ och tills nyligen, Afrin. Den politiska administrationen använder kurdiska och arabiska i hela regionen medan syriska, turkiska och tjerkessiska används i vissa regioner.

## Galleri

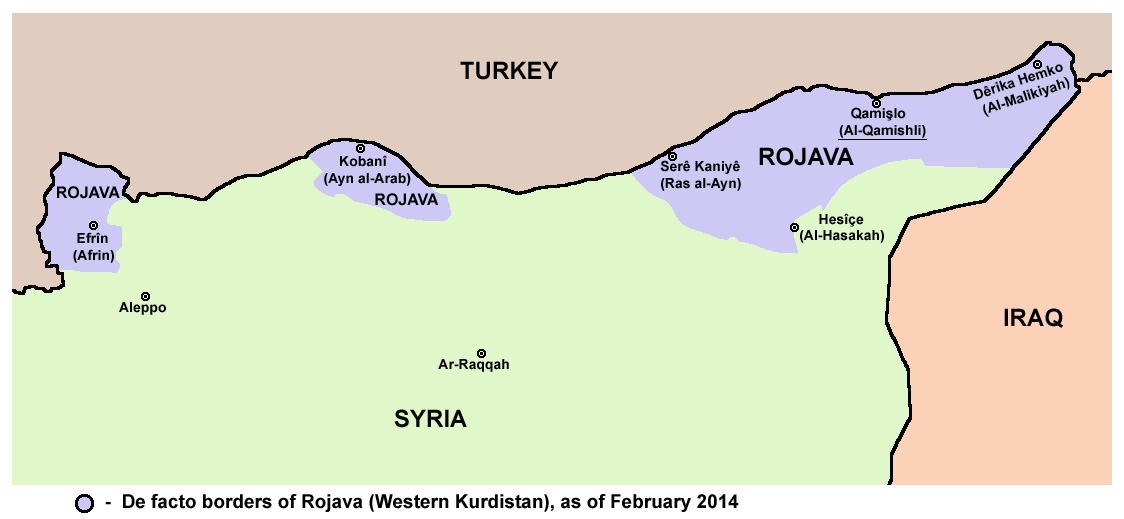
Norra Syrien, 2014

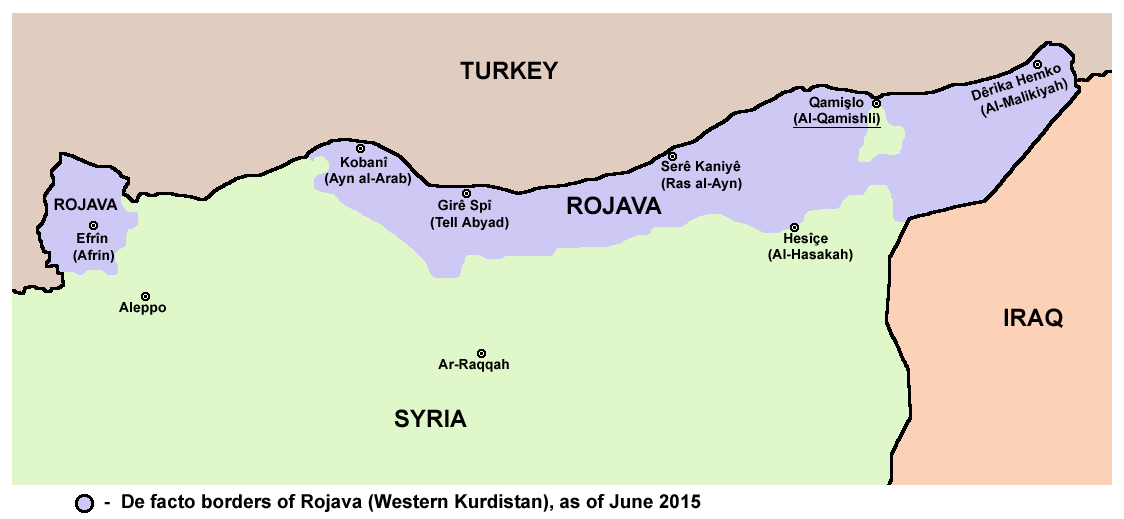
Norra Syrien, 2015

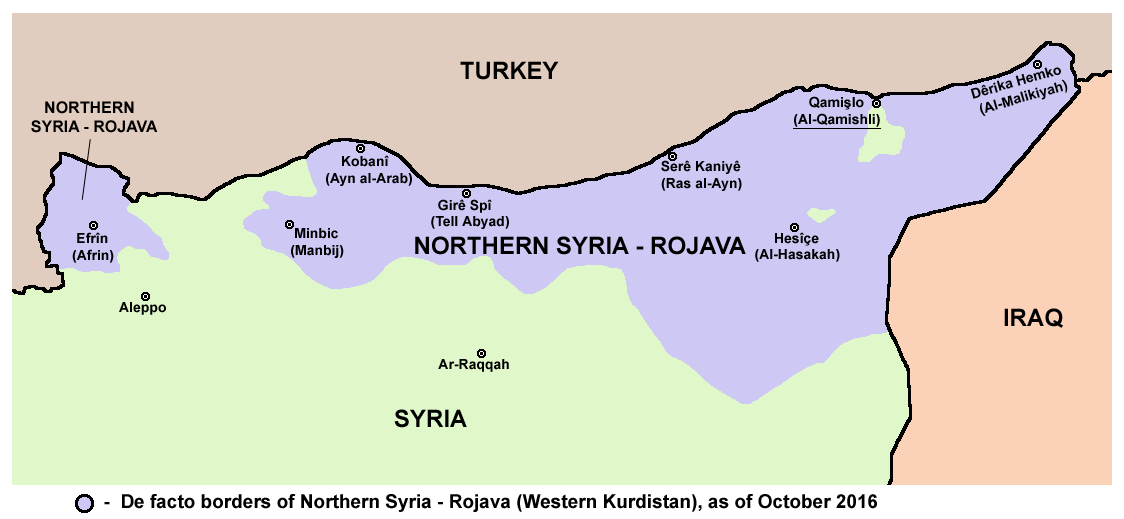
Norra Syrien, 2016

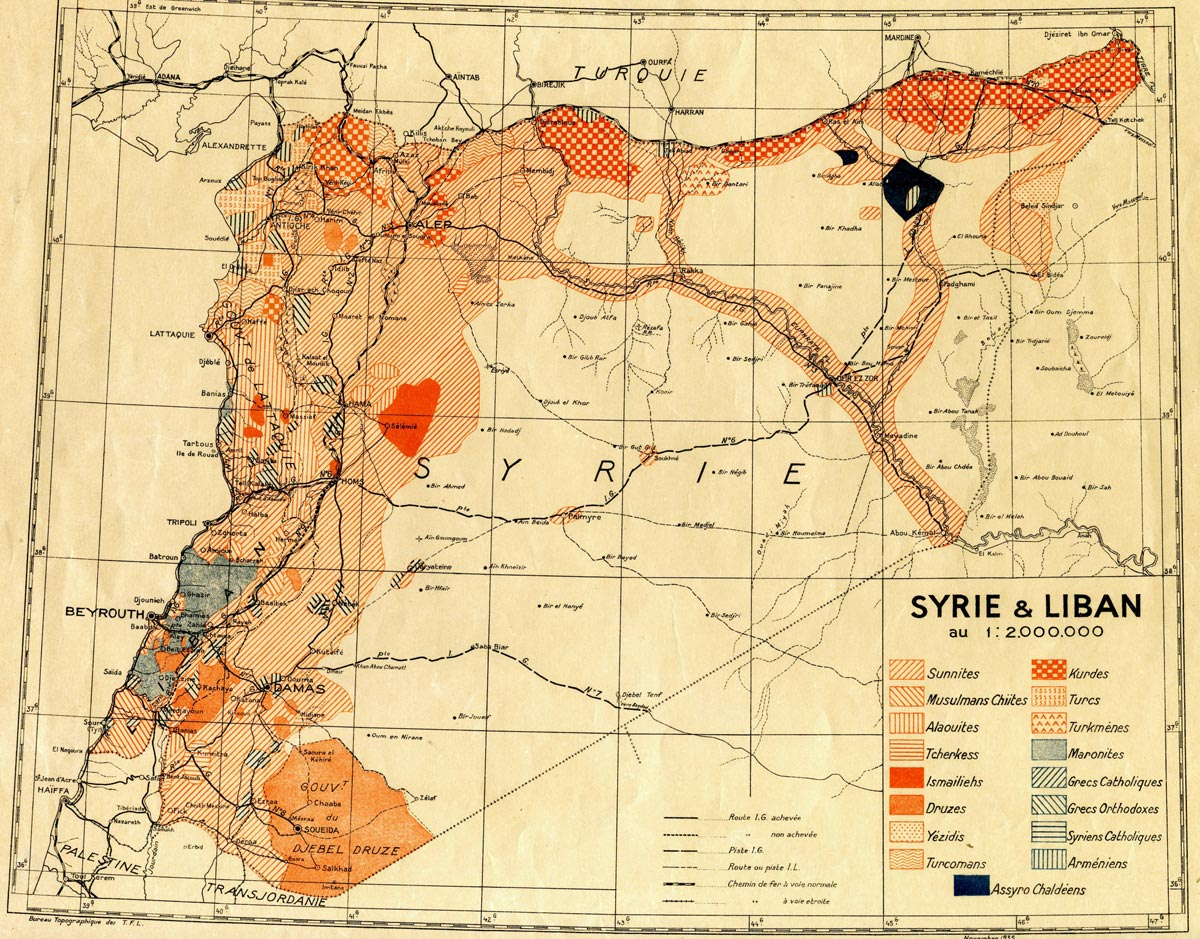
Karta över Syriens etniska uppdelning 1935. Kurdiska områden är röd/vit-rutigt.